# 夫妻成长日记2
《夫妻成长日记》，2011年12月17日上映于日本的爱情片，改编自克亚树《夫妻成长日记》。

## 剧情
女主角小野田优良和男主角阿诚都已经结了婚，并且每天都会行房，但是半年后，小野田优良发现自己还是没有怀孕，于是去检查身体，医生大宮杏子告诉她她的身体没有任何问题，可能是阿诚的身体有问题。大宮杏子是优良的同学和好友，优良于是决定要求她一起吃晚餐，顺便观察一下阿诚是否正常。小野田淳是阿誠的妹妹，还在读书，她的男友叫井上洋助，也是学生，两人相爱了一段时间，但是小助都没有和她行房，小淳开始怀疑他是否爱自己。
一日，小淳碰到了姐姐由良，优良也要求她带着男友到家中聚餐。五人聚餐时，杏子对阿诚说教了一番，把性话题聊得天花乱坠，引得小淳和小助激动不已，决心尝试一下性生活的快乐。两人在一家酒店开了房，正当两人前戏热身之后，小助准备带安全套，才发现自己是包皮包茎，又担心被小淳知道，只得说改日再做。
小助找到医生杏子了解情况，杏子告诉他快去医院做包皮切割手术，并且手术后三周才能行房。失望的小淳对姐姐痛诉自己的遭遇，优良告诉她是小助珍惜她才不急于和她行房的，她才释然。其实，由良也被阿诚冷落了许多一段时间了。原因是阿诚在公司和公司的男员工打赌，如果自己三周不和妻子行房，那么他们将请他去喝酒吃饭。阿诚苦苦熬了三周，等到期限满了的时候，去叫同事请客，同事都以各种理由推脱了，才知道自己上了当。她把杏子邀请出来，两人在饭店里喝酒吃饭，半醉的时候，杏子的一番饭吐出了女性对性和爱的理解，阿诚才知道是自己的不对，然后跑回了家。

## 演员
| 演员       | 角色       | 备注                           |
| ---------- | ---------- | ------------------------------ |
| 森下悠里   | 小野田优良 | 阿诚的妻子。                   |
| 岡田光     | 阿诚       | 小野田优良的丈夫。             |
| 明日花绮罗 | 小野田淳   | 小野田优良的妹妹。             |
| 福岛彰吾   | 井上洋助   | 小野田淳的男友。               |
| 谷桃子     | 大宮杏子   | 医生，阿诚和小野田优良的好友。 |

## 制作
由于第一部电影过分严实，第二部加入了两个美女，而且拍摄尺度宽松，电影也显得“香艳”。